# دوري كرة القدم الأمريكية 1942–43
دوري كرة القدم الأمريكية 1942–43 هو موسم من دوري كرة القدم الأمريكية ‏. فاز فيه Brooklyn Hispano ‏.